# Borey
Borey [bɔʁɛ] ist eine Gemeinde im französischen Département Haute-Saône in der Region Bourgogne-Franche-Comté.

## Geographie
Borey liegt auf einer Höhe von 321 m über dem Meeresspiegel, sieben Kilometer nordwestlich von Villersexel und etwa 15 Kilometer östlich der Stadt Vesoul (Luftlinie). Das Dorf erstreckt sich im zentralen Teil des Departements, in einem Becken zwischen den Höhen der Grands Bois im Süden und dem Mont d’Autrey im Norden.
Die Fläche des 14,50 km² großen Gemeindegebiets umfasst einen Abschnitt in der gewellten Landschaft zwischen dem Becken von Vesoul im Westen und dem Flusstal des Ognon im Südosten. Der zentrale Teil des Gebietes wird von der Mulde von Borey eingenommen, die auf durchschnittlich 315 m liegt. Sie weist eine Breite von zwei Kilometern und eine Länge von fünf Kilometern auf und öffnet sich nach Südwesten zum Becken von Vallerois. Einziges oberirdisches Fließgewässer ist der Bief, der am Fuß des Mont d’Autrey mit einer Karstquelle entspringt, jedoch nach einer Laufstrecke von rund 1,5 Kilometern wieder versickert. Die Mulde wird überwiegend landwirtschaftlich genutzt.
Flankiert wird die Senke von Borey von bewaldeten Höhenzügen: im Norden vom Mont d’Autrey (426 m) und im Westen vom Mont de Cerre (396 m). Nach Nordosten leitet ein Sattel zum Tal des Lauzin über. Dieser Zufluss des Ognon markiert auf einem kurzen Abschnitt die nordöstliche Grenze. Im Südosten wird die Senke vom dicht bewaldeten Höhenzug der Grands Bois gesäumt. Hier wird auf der Höhe des Bois du Nouvelet  mit 438 m die höchste Erhebung von Borey erreicht. Nach Süden erstreckt sich das Gemeindeareal bis an den Rand des Beckens von Vallerois.
In geologisch-tektonischer Hinsicht besteht das Gelände zur Hauptsache aus einer widerstandsfähigen Kalkschicht der mittleren Jurazeit. Es wird durch mehrere in Südwest-Nordost-Richtung verlaufende Störungslinien untergliedert. An mehreren Orten treten Karstphänomene auf, insbesondere die Schächte (französisch gouffre) Creux Fallon und Creux-qui-Sonne (47 m tief).
Zu Borey gehören die Siedlungen Les Chandelles (337 m) auf dem Sattel nördlich des Bois du Nouvelet und Les Baraques de Borey (310 m) in der Senke von Borey sowie mehrere Gehöfte. Nachbargemeinden von Borey sind Autrey-lès-Cerre und Montjustin-et-Velotte im Norden, Oppenans und Moimay im Osten, Marast, Esprels und Vallerois-le-Bois im Süden sowie Cerre-lès-Noroy im Westen.

## Geschichte
Überreste aus gallorömischer Zeit, insbesondere die Fundamente eines Landhauses aus dem 1. Jahrhundert, weisen auf eine frühe Besiedlung des Gebietes hin. Erstmals urkundlich erwähnt wird Borey im Jahr 1211 unter dem Namen Bosre. Aus späterer Zeit sind die Schreibweisen Borre (1238) und Borrey (1282) überliefert. Die Herkunft des Ortsnamens ist unklar. Der Name könnte vom gallorömischen Personennamen Burrus und dem Suffix -acum abgeleitet sein, was so viel bedeutet wie Landgut des Burrus. Auch die Herleitung vom keltischen Wort Borna (Höhle) ist möglich.
Im Mittelalter gehörte Borey zur Freigrafschaft Burgund und darin zum Gebiet des Bailliage d’Amont. Die Existenz der Adelsfamilie von Borrey ist vom 12. bis zum 15. Jahrhundert belegt. Borey bildete den Mittelpunkt einer Herrschaft. Anschließend ging die Herrschaft in den Besitz der Herren von Rupt-sur-Saône über. Mehrfach wurde der Ort in Mitleidenschaft gezogen, unter anderem von den Grandes Compagnies (1360) und von den Ecorcheurs (1444).
Zusammen mit der Franche-Comté gelangte Borey mit dem Frieden von Nimwegen 1678 definitiv an Frankreich. Im Jahr 1719 wurde die Herrschaft vom französischen König Ludwig XV. zur Grafschaft erhoben, und 1786 erhielten die Bewohner Freiheitsrechte zugesprochen. Heute ist Borey Mitglied des 12 Ortschaften umfassenden Gemeindeverbandes Communauté de communes des Grands Bois.

## Sehenswürdigkeiten

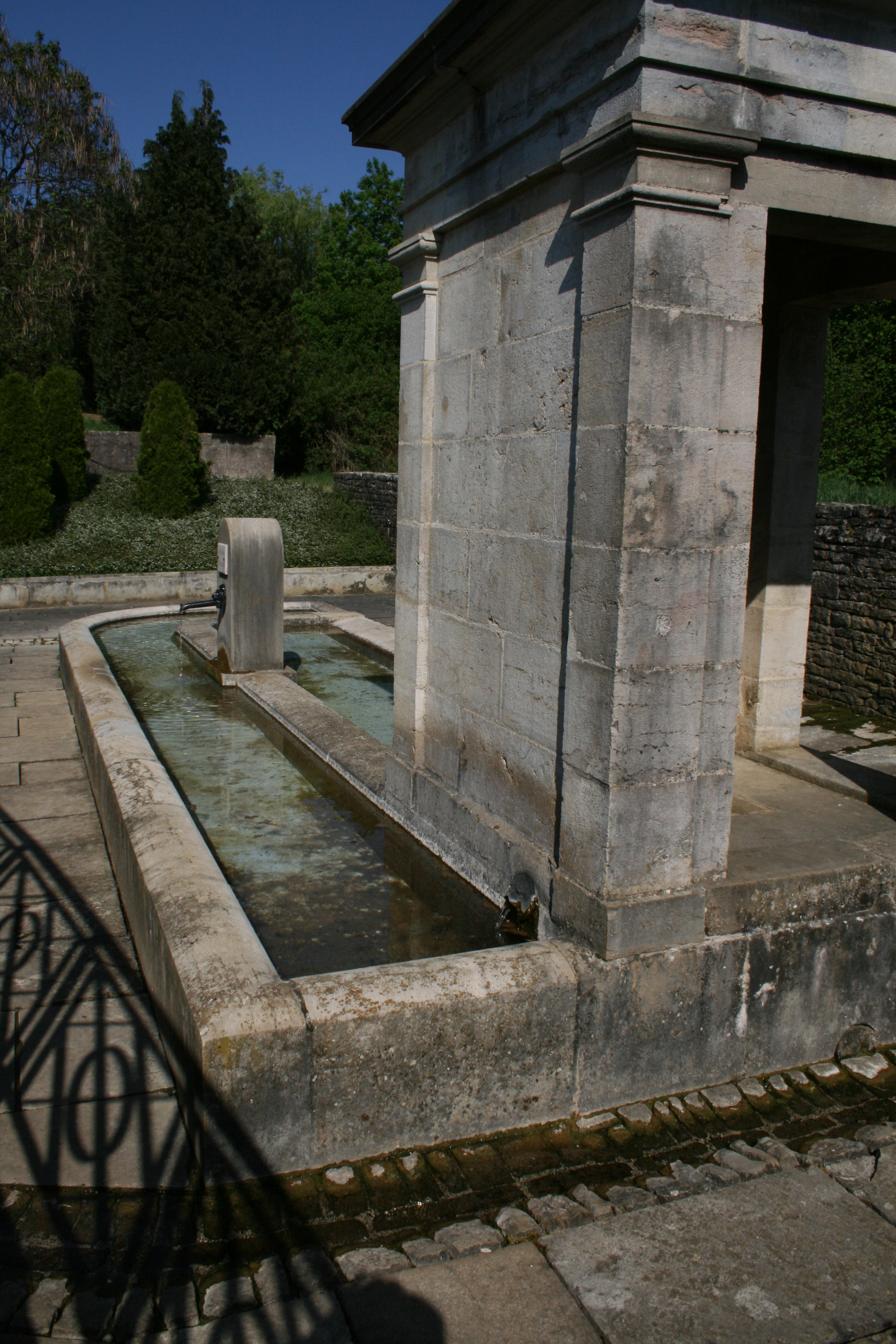
Fontaine Saint-Maurice

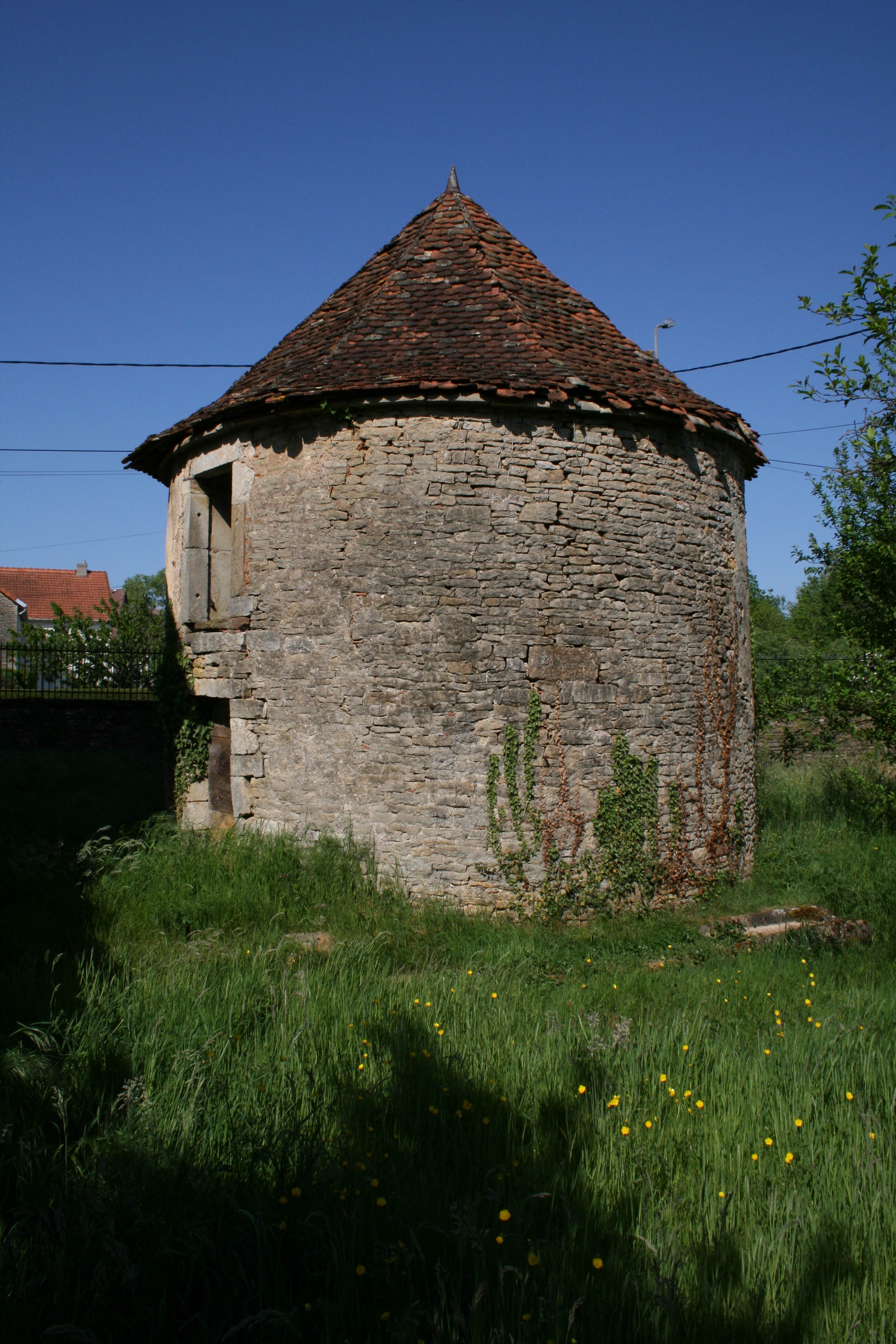
Taubenhaus des Schlosses von Borey

Die Kirche Saint-Martin wurde 1779 an der Stelle des ursprünglichen Gotteshauses aus dem 12. Jahrhundert neu erbaut und besitzt einen Turm im Imperialstil. Zur reichen Ausstattung gehören Altäre (teils aus Marmor), Täfelungen, Gemälde und Grabplatten aus dem 18. Jahrhundert.
Das Schloss wurde ab 1684 im klassizistischen Stil neu erbaut, besitzt zwei Ecktürme und ein Taubenhaus (Rundturm). Von 1861 bis 1863 wurde die Fontaine Saint-Maurice errichtet, ein Brunnen, der auch als Waschhaus und Viehtränke diente. Zu den weiteren Sehenswürdigkeiten zählen die Kapelle Sainte-Barbe (1875) an der Straße nach Autrey-lès-Cerre und die Statue Notre-Dame du Rocher (1875) an der Straße nach Villersexel.

## Bevölkerung
| Jahr                       | 1962 | 1968 | 1975 | 1982 | 1990 | 1999 | 2006 |
| Einwohner                  | 235  | 195  | 183  | 246  | 202  | 225  | 205  |
| Quellen: Cassini und INSEE |      |      |      |      |      |      |      |

Mit 220 Einwohnern (1. Januar 2022) gehört Borey zu den kleinen Gemeinden des Département Haute-Saône. Nachdem die Einwohnerzahl in der ersten Hälfte des 20. Jahrhunderts deutlich abgenommen hatte (1891 wurden noch 601 Personen gezählt), wurden seit Beginn der 1960er Jahre nur noch relativ geringe Schwankungen verzeichnet.

## Wirtschaft und Infrastruktur
Borey war bis weit ins 20. Jahrhundert hinein ein vorwiegend durch die Landwirtschaft (Ackerbau, Obstbau und Viehzucht) und die Forstwirtschaft geprägtes Dorf. Bis ins 18. Jahrhundert wurde am Mont d’Autrey Eisenerz abgebaut. Die Wasserkraft des Bief wurde früher für den Betrieb einer Mühle genutzt. Heute gibt es einige Betriebe des lokalen Kleingewerbes. In den letzten Jahrzehnten hat sich das Dorf zu einer Wohngemeinde gewandelt. Viele Erwerbstätige sind deshalb Wegpendler, die in den größeren Ortschaften der Umgebung und in der Agglomeration Vesoul ihrer Arbeit nachgehen.
Die Ortschaft liegt abseits der größeren Durchgangsachsen an einer Departementsstraße, die von Noroy-le-Bourg nach Villersexel führt. Weitere Straßenverbindungen bestehen mit Vallerois-le-Bois und Montjustin.